# Șișești, Maramureș
Șișești este satul de reședință al comunei cu același nume din județul Maramureș, Transilvania, România.

## Etimologie
Etimologia numelui localității: din n. grup șișești < antroponim Șiș (de la Șisman sau Siser, scris Sis, rostit însă, conform limbii maghiare, Șiș) + suf. -ești. 

## Geografie
Localitatea Șișești este situată în partea de nord-est a Depresiunii Baia Mare, la poalele sudice ale Munților Gutâi.

## Istoric
Până în secolul al XVII-lea, aparținea domeniului feudal Baia Mare, iar până la revoluția din 1848 a aparținut visteriei regale 
Prima atestare documentară: 1566 (Laczfalwz). 
În predica ținută la Șișești în data de 8 septembrie 1946, episcopul greco-catolic al Maramureșului, Dr. Alexandru Rusu, a criticat fascismul și comunismul și și-a afirmat atașamentul față de Dumnezeu, rege și tricolor.
„Ei spun că noi nu suntem democrați, așa se vede că azi sunt democrați numai acei cari ieri au purtat svastică. Noi suntem democrați cu cruce și iubim țara, regele și tricolorul nostru sfânt. Noi avem un singur Dumnezeu, un rege și un steag, alte steaguri țara noastră nu cunoaște.”—Andrea Dobeș–Fürtös, Episcopul Alexandru Rusu și regimul comunist (1945–1963), în: Revista Arhivei Maramureșene, nr. 1/2008, Baia Mare, pag. 92 (pag. 4 a documentului pdf).

## Obiective turistice
- Ansamblul Muzeal și Monumental „Dr. Vasile Lucaciu”

## Monumente
- Biserica monumentală greco-catolică din piatră, sfințită la 15 august 1890, ridicată la inițiativa lui Vasile Lucaciu, pe atunci paroh greco-catolic de Șișești. Edificiul a fost trecut în anul 1948 în posesia parohiei ortodoxe. Prin decizia irevocabilă 6.453 din 5 octombrie 2007, Înalta Curte de Casație și Justiție a restituit lăcașul Bisericii Române Unite cu Roma.[5] Biserica a reintrat în posesia parohiei greco-catolice în data de 9 august 2012.[6]
- Dumitru Abrihon din localitatea Sisești a luat inițiativa, în 1930, construirii unei capele a Eroilor Români, care au murit în Primul Război Mondial. Capela, realizată din cărămidă și lemn, a fost inaugurată în 1933 în cimitirul comunei Sisești, „În amintirea eroilor căzuți în războiul din 1914-1918“. În prezent servește ca loc de celebrare a serviciilor religioase parohiei greco-catolice.
- Pavilionul Unirii Tuturor Românilor (sec. XIX);
- Foișorul „Izvorul Românilor” (sf. sec. XIX);
- Casa de lemn Vasile Lucaciu (1837);
- Școala Vasile Lucaciu (1905).

## Personalități
- Vasile Lucaciu (1852–1922), preot greco-catolic, memorandist. La 27 august 1885 a fost numit paroh la bisericuța de lemn din Șișești. Vasile Lucaciu a locuit în casa parohială care ulterior a devenit parte a Muzeului Memorial "Dr. Vasile Lucaciu" din Șișești.
- Ioan Șișeștean (1936-2011), episcop greco-catolic de Maramureș.
- Gheorghe Șișeștean (1954-2012), sociolog, etnolog, istoric, profesor universitar.

## Imagini

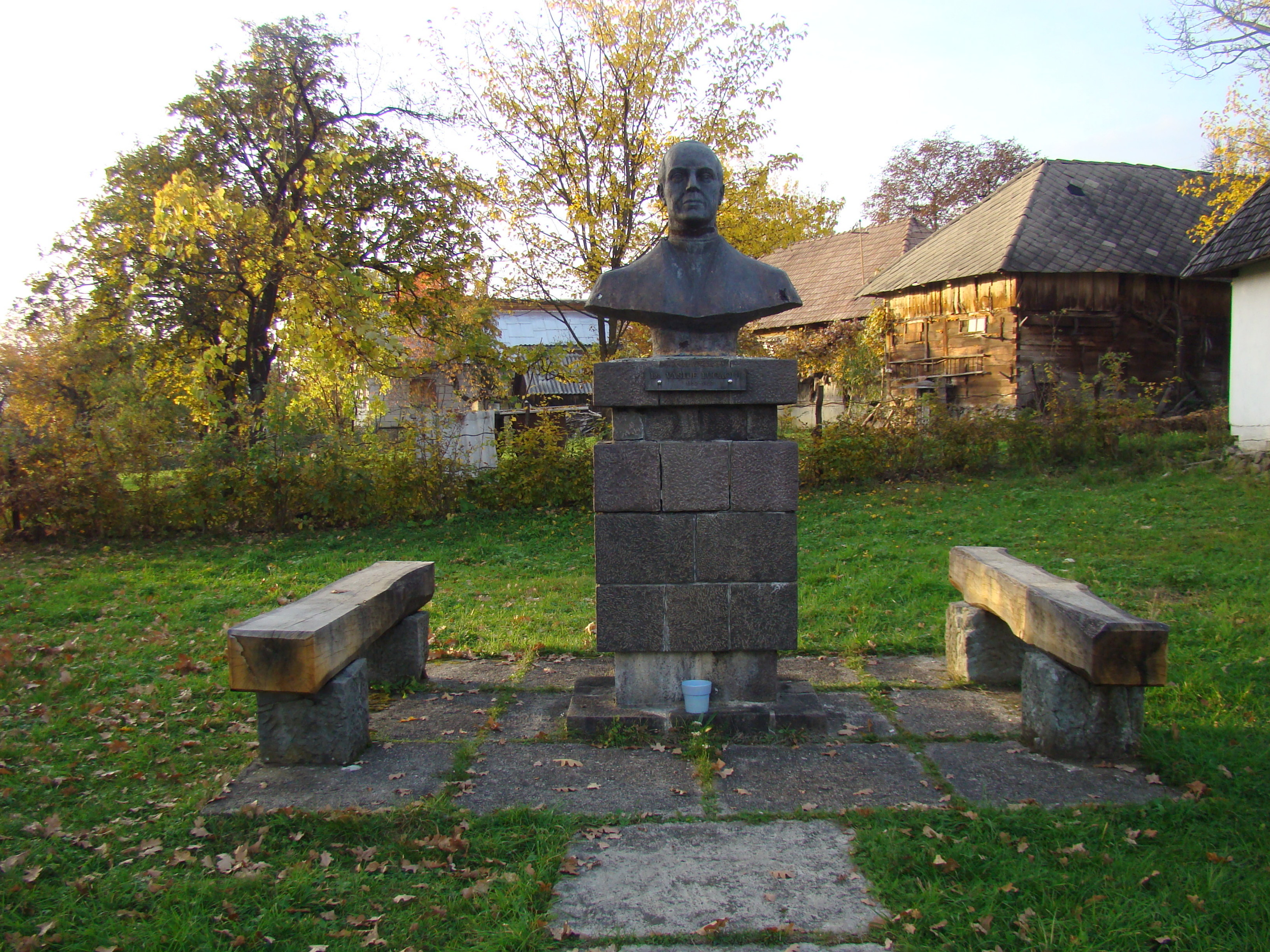
Bustul lui Vasile Lucaciu din Șișești (în incinta complexului muzeal care îi poartă numele)
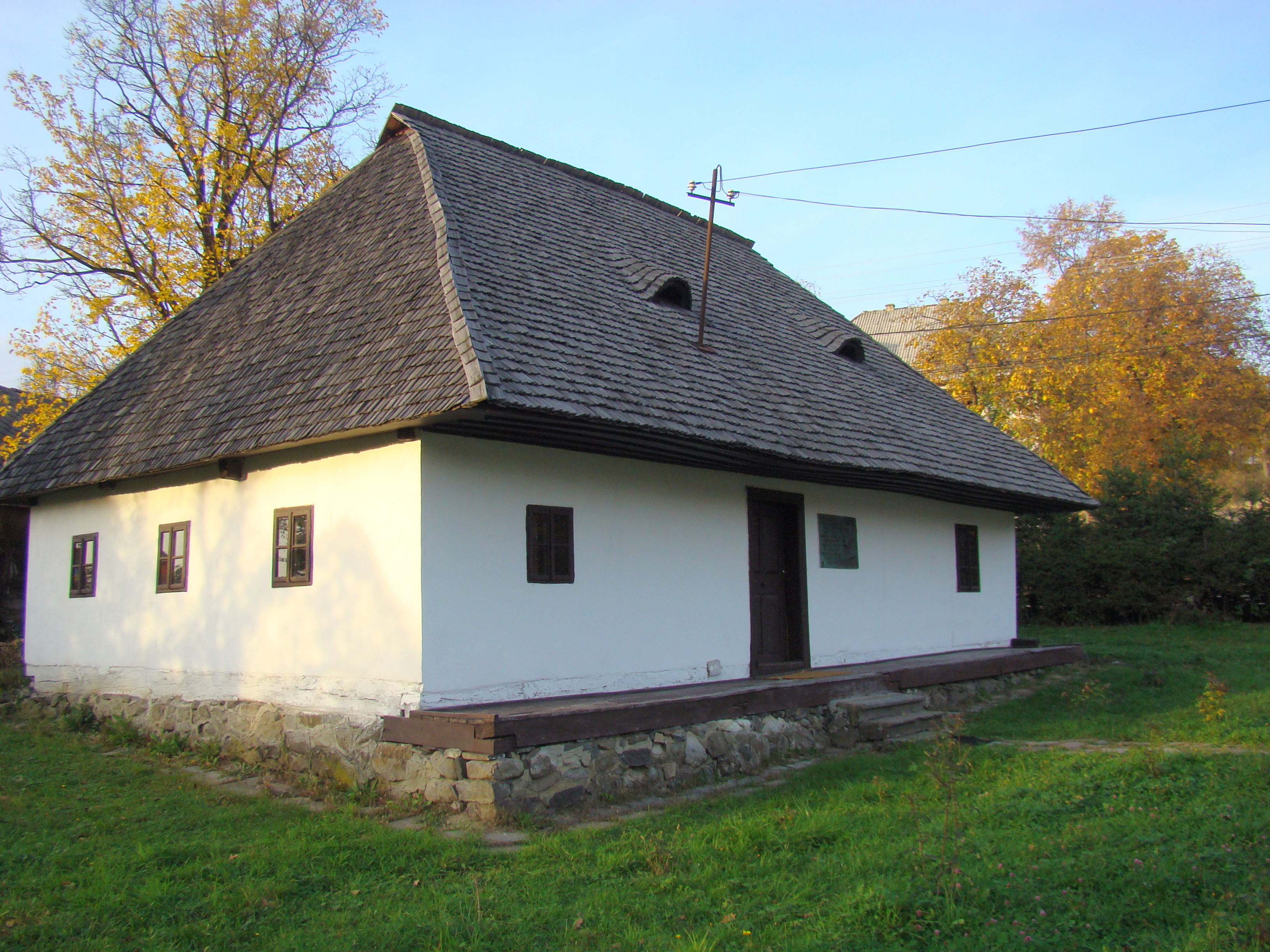
Casa de lemn Vasile Lucaciu (monument istoric)
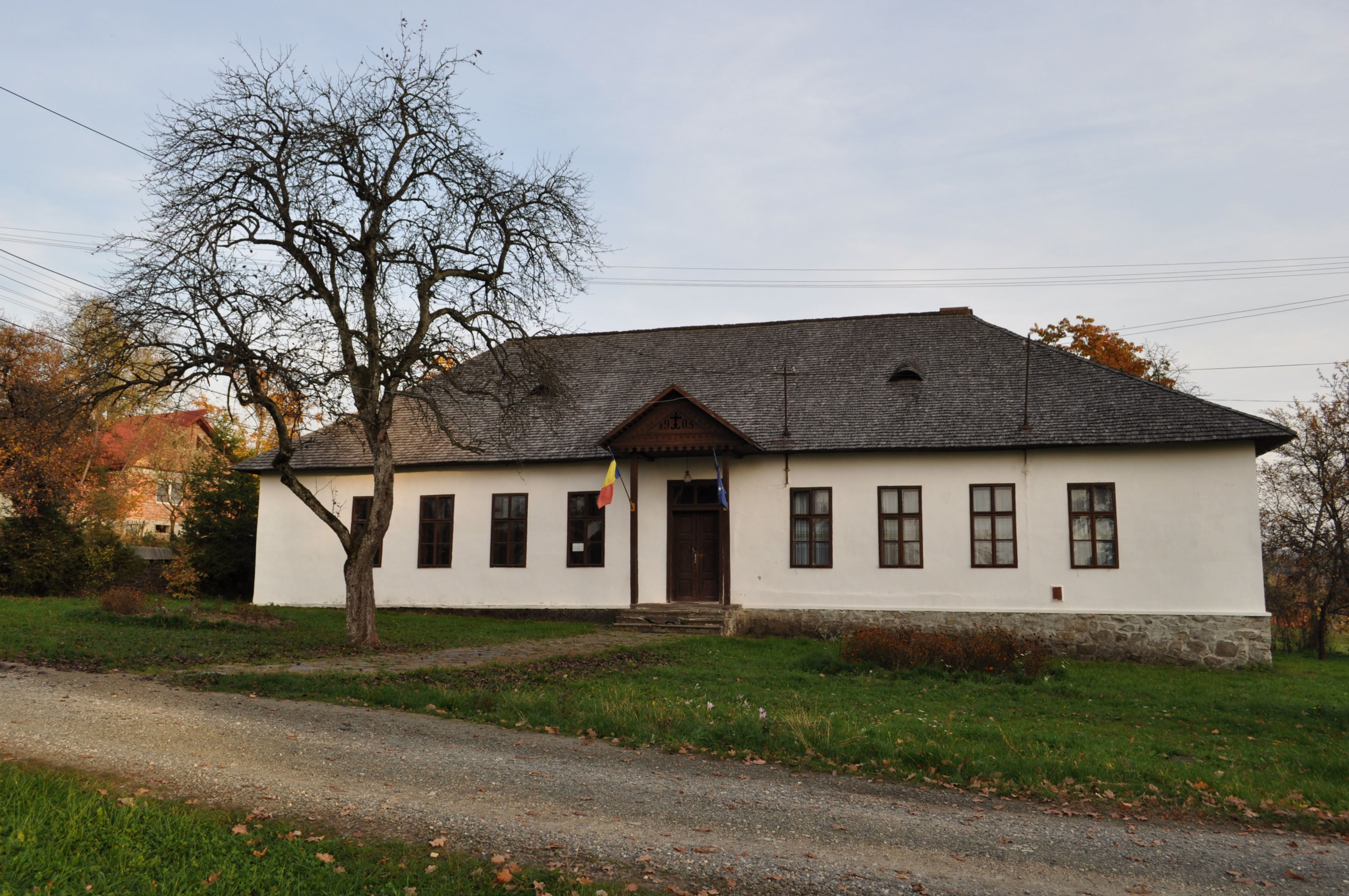
Școala Vasile Lucaciu (monument istoric)
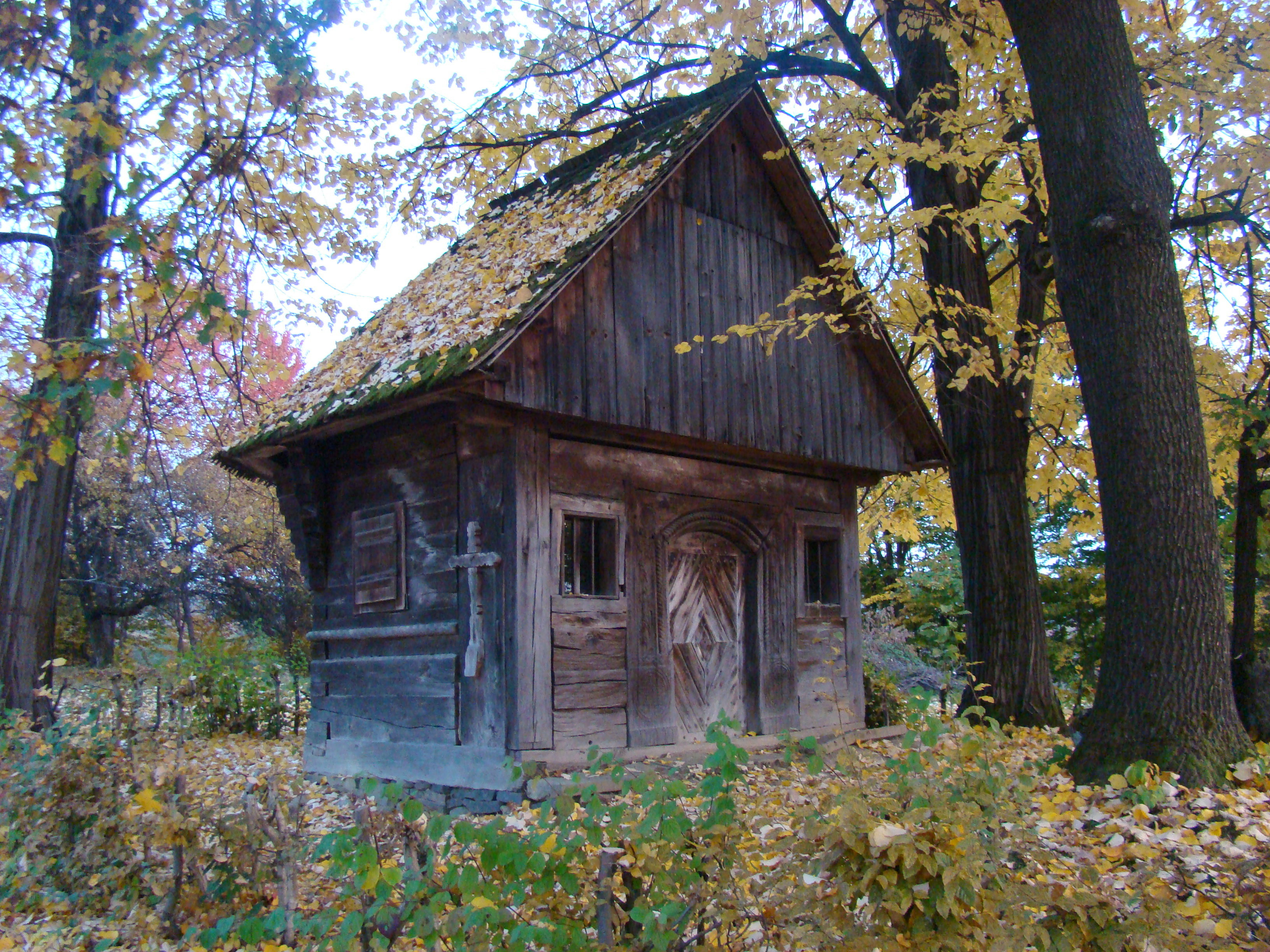
Absida busericii de lemn (monument istoric)
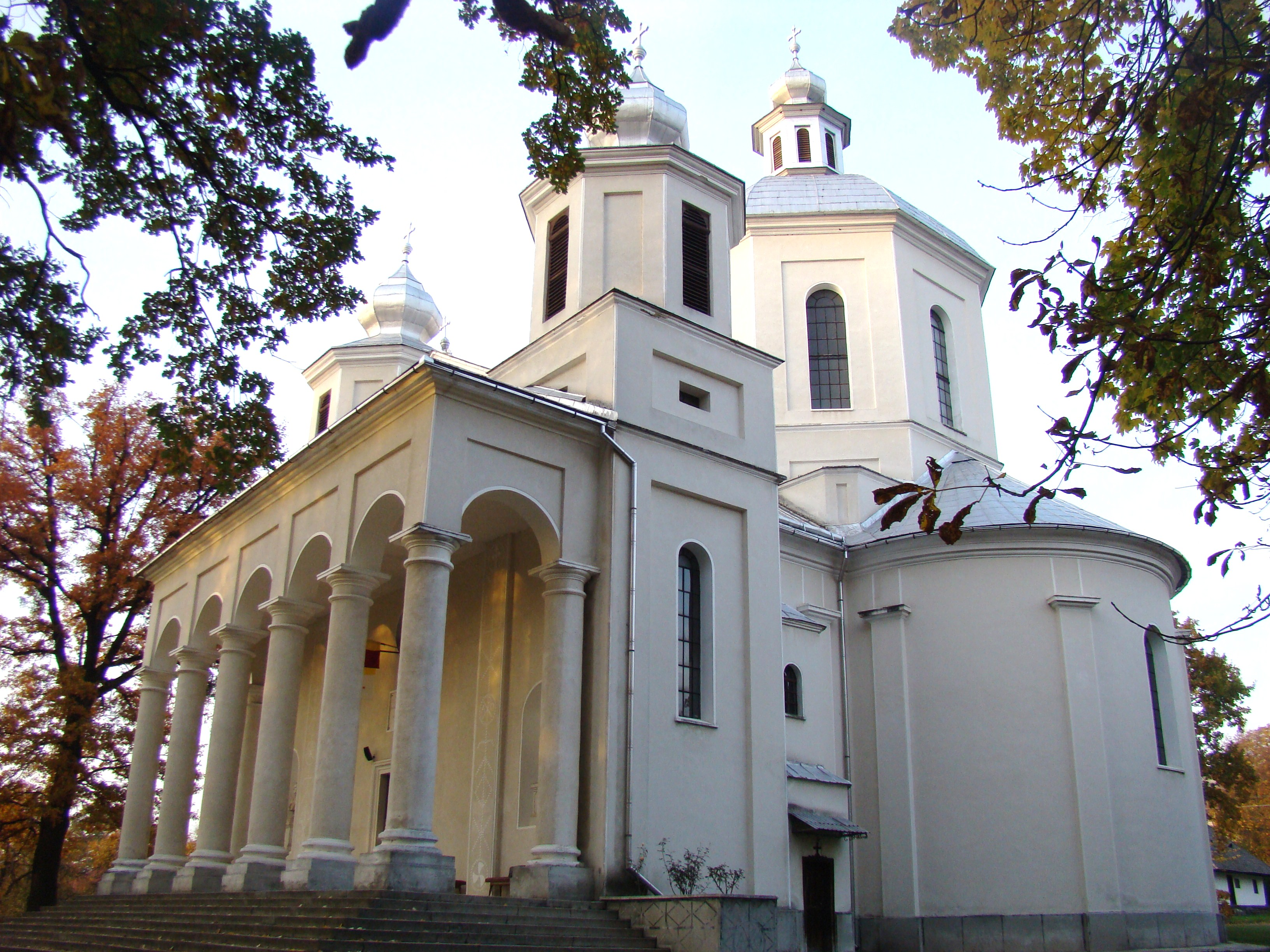
Biserica Unirii Tuturor Românilor (monument istoric)
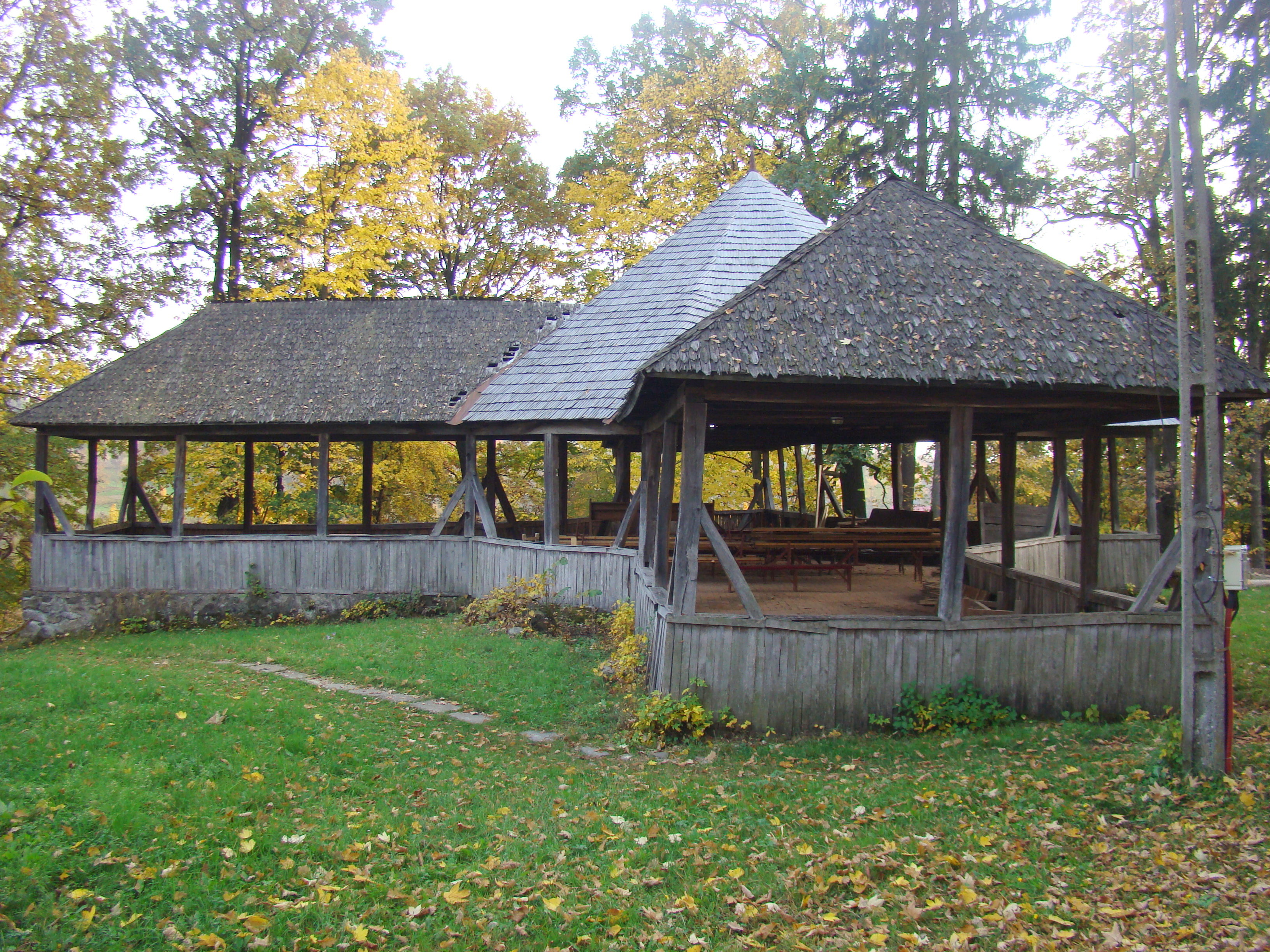
Pavilionul Unirii Tuturor Românilor (monument istoric)
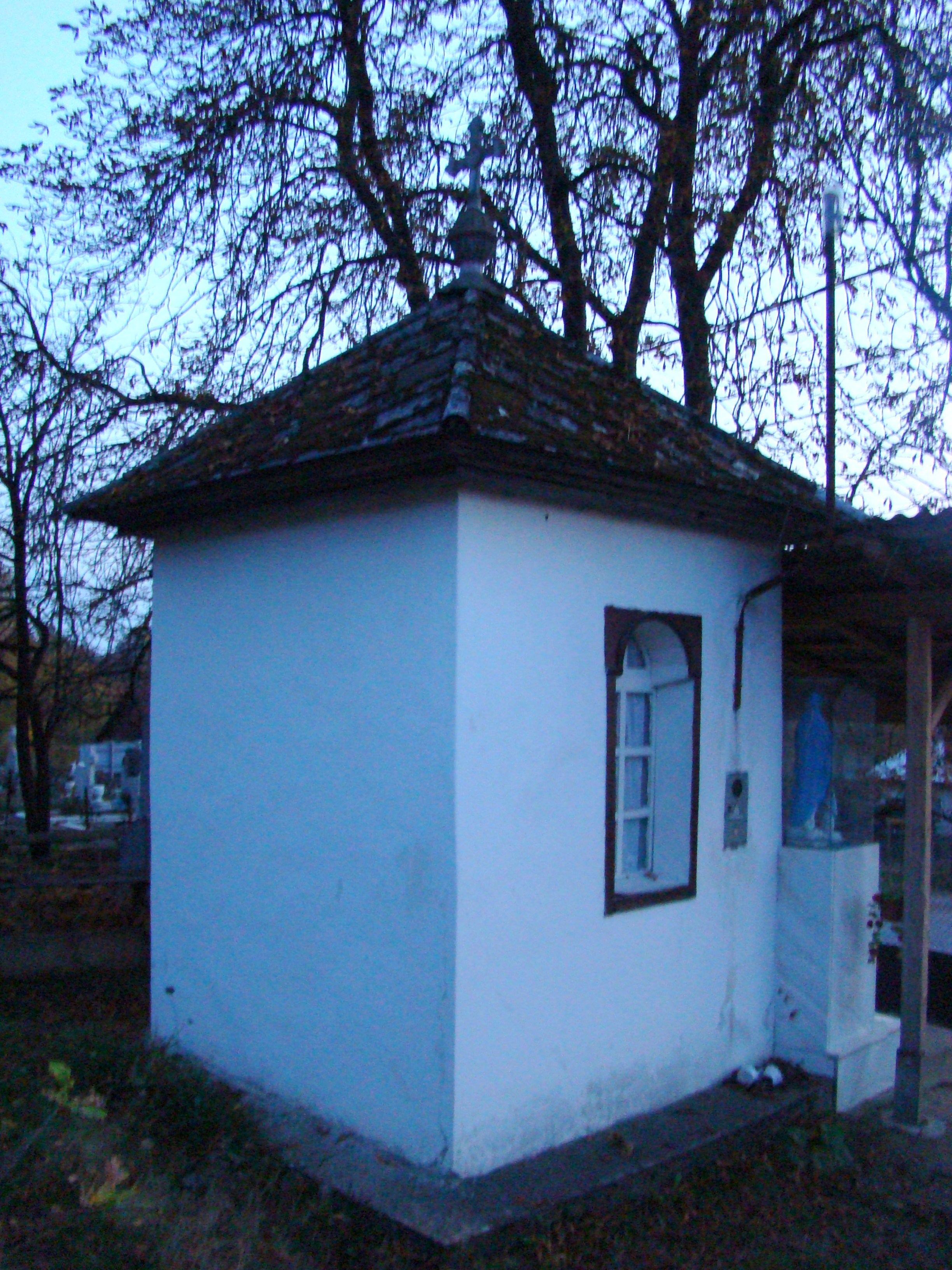
Capela Eroilor căzuți în Primul Război Mondial (monument istoric)